# Niqmaddu IV (VIII)
Niqmaddu IV (VIII) (... – 1195 a.C.) è stato un re di Ugarit.